# Autocar
Autocar (in origine The Autocar), è una rivista settimanale britannica di automobilismo. È uno dei più antichi periodici del mondo sulle automobili ancora attivo insieme allo statunitense Automotive Industries.

## Storia
La sua prima denominazione fu “The Autocar”, e come diceva il suo motto, fu lanciato "in the interests of the mechanically propelled road carriage" (cioè “nell'interesse dei carri da strada azionati meccanicamente”) il 2 novembre 1895, periodo in cui nel Regno Unito circolavano in tutto una decina di automobili.
Secondo alcune fonti, la nascita della rivista fu un organo di propaganda di Harry J. Lawson, che fu uno dei primi giornalisti a scrivere sul periodico ed è stato anche il fondatore della Casa automobilistica Daimler Motor Company. La rivista rivendica di aver inventato le prove su strada nel 1928, quando esaminò l'Austin 7 berlina carrozzata dalla Gordon England.
La cadenza d'uscita è stata sempre settimanale, e solo gli scioperi degli anni settanta interruppero l'abituale frequenza. Nel 1988 assorbì la rivista rivale The Motor, fondata il 28 gennaio 1903. Il periodico quindi cambiò nome in Autocar & Motor, ma poco dopo tornò all'originale denominazione Autocar.

## La presenza nel mondo
Fino all'inizio del XXI secolo, la rivista ha dato in licenza il suo nome ad altre case editrici, ed ora Autocar è presente con 19 edizioni nel mondo, incluso il Giappone, l'India, la Malaysia, l'Indonesia e la Cina. L'edizione indiana in particolare è molto popolare ed ha un'ottima reputazione.

## Editori
- Maurice A Smith ? - 1968
- Peter Garnier 1968 - 1974[2]
- Ray Hutton dal 1974[2]